# Летние Олимпийские игры 1916
VI Летние Олимпийские игры, по решению МОК, принятому 27 мая 1912 года, были запланированы к проведению в 1916 году в Берлине. Столица Германской империи (Второго Рейха) получила право провести игры, оставив позади город Александрия (Египет), столицу Нидерландов Амстердам, столицу Бельгии Брюссель, вторую столицу Австро-Венгерской империи Будапешт и промышленный город США Кливленд. В связи с началом Первой мировой войны игры были отменены. К этим играм был уже готов новый стадион в Берлине. Несмотря на то, что эти, шестые, игры отменили, следующим играм — в 1920 — был присвоен следующий номер — 7.

Важнейшим нововведением было предложение провести зимнюю Олимпийскую неделю в Баден-Вюртемберге. Предлагалось включить фигурное катание, хоккей, горные и беговые лыжи, северное двоеборье и скоростной бег на коньках.